# Dusona semirufa
Dusona semirufa là một loài tò vò trong họ Ichneumonidae.